# Берлиоз, Жак
Жак Берлиоз (фр. Jacques Berlioz; 9 декабря 1891 — 21 декабря 1975) — французский зоолог и орнитолог, специализировавшийся на колибри. Внучатый племянник композитора Гектора Берлиоза (1803—1869).

## Биография
Родился в Париже. Изучал медицину и фармацевтическую химию, в области последней стал доктором наук в 1917 году. Затем работал в парижском Национальном музее естественной истории, занимая должность ассистента в департаменте энтомологии. В 1920 переместился в департамент млекопитающих и птиц. К 1949 году дослужился до должности главного куратора с титулом профессора. Продолжал работать в музее до самой своей отставки в 1962.
В 1925 и 1932 году вместе с Жаном Делакуром совершил коллекторские поездки на Мадагаскар и во Вьетнам. Эти поездки дали материал для научных трудов. Много лет учёный являлся редактором L’Oiseau et la Revue Française d’Ornithologie.
Берлиоз также увлекался фотографией, был хорошим артистом и талантливым музыкантом. Офицер Ордена Почётного легиона, почётный член Американского орнитологического общества, Британского союза орнитологов, Немецкого общества орнитологов, Зоологического общества Лондона и Орнитологического общества Франции (Société de France Ornitholoque).

## Работы
- La vie des colibris (Paris) Gallimard, 1944 — Жизнь колибри.
- Oiseaux de la Réunion (Paris) Larose, 1946 — Птицы Реюньона.
- Les oiseaux (Paris) Presses universitaires de France, 1962 — Птицы.